# Nate Schierholtz

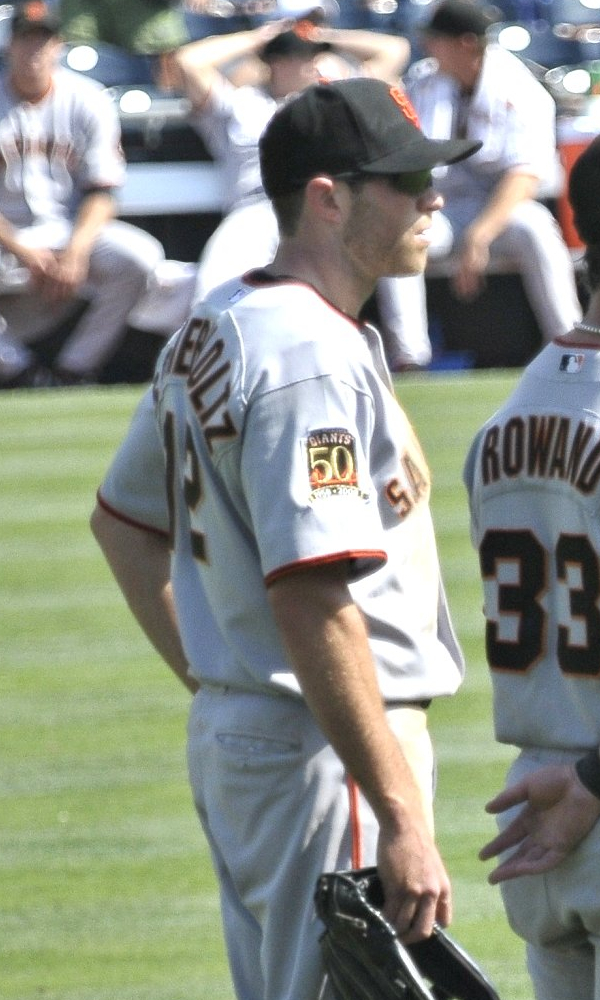

Nathan John Schierholtz, mais conhecido como Nate Schierholtz (15 de fevereiro de 1984), é um jogador profissional de beisebol estadunidense.

## Carreira
Nate Schierholtz foi campeão da World Series 2010 jogando pelo San Francisco Giants.